# Kaltenhouse
Kaltenhouse is een gemeente in het Franse departement Bas-Rhin in de regio Grand Est. De gemeente telde 2.443 inwoners op 1 januari 2022.

## Geschiedenis
De plaats maakte tot 2015 deel uit van het kanton en arrondissement Haguenau. Op 1 januari van dat jaar fuseerde het arrondissement met het arrondissement Wissembourg tot het arrondissement Haguenau-Wissembourg. Op 22 maart werd Kaltenhouse overgeheveld naan het kanton Bischwiller.

## Geografie
De oppervlakte van Kaltenhouse bedraagt 3,72 vierkante kilometer; Op 1 januari 2022 was de bevolkingsdichtheid 656,7 inwoners per km².

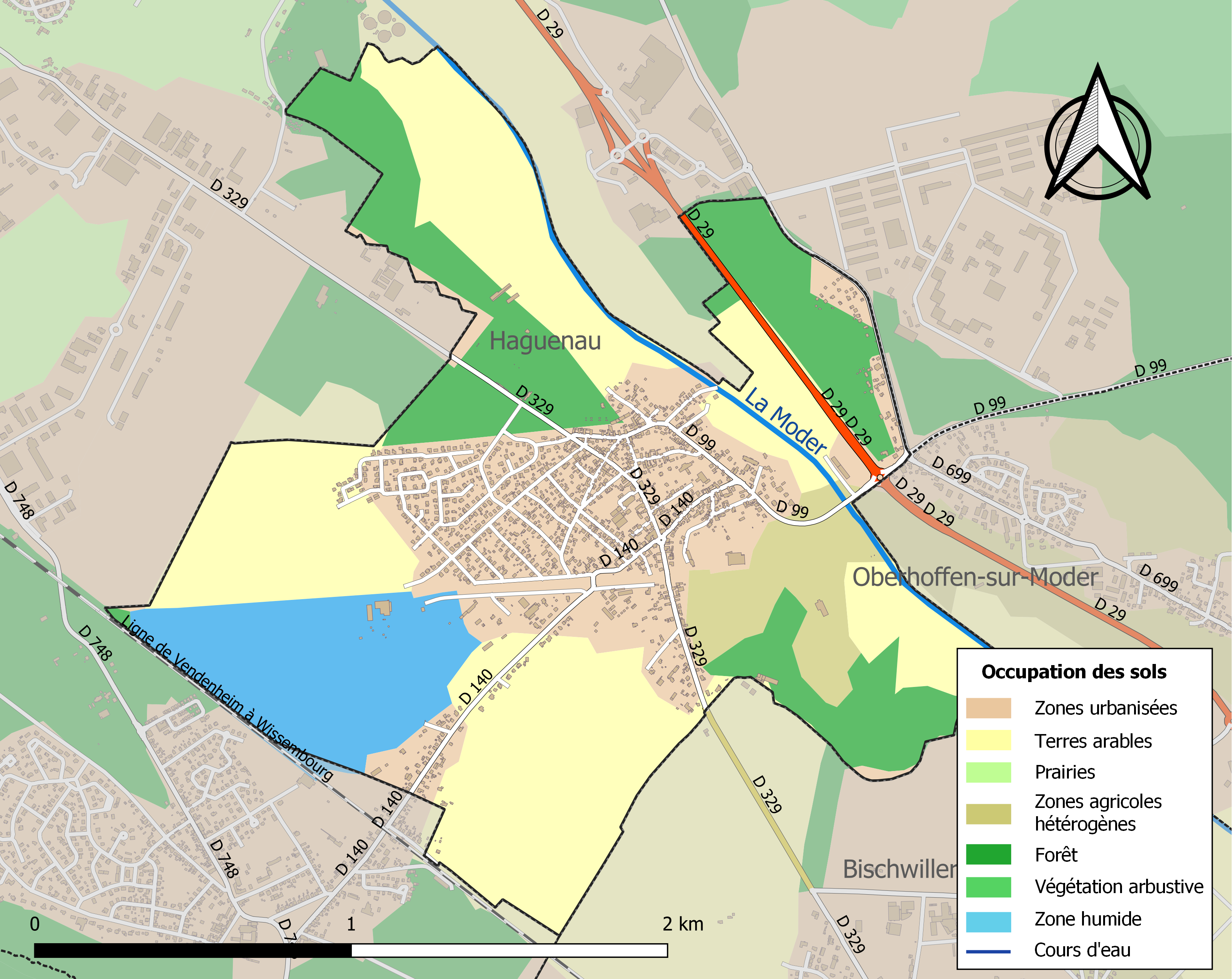
Kaart van de gemeente met de belangrijkste infrastructuur, bodemgebruik en omliggende gemeenten

## Demografie
Onderstaande figuur toont het verloop van het inwonertal.
Bischwiller · Dalhunden · Drusenheim · Forstfeld · Fort-Louis · Herrlisheim · Kaltenhouse · Kauffenheim · Leutenheim · Neuhaeusel · Oberhoffen-sur-Moder · Offendorf · Rœschwoog · Rohrwiller · Roppenheim · Rountzenheim-Auenheim · Schirrhein · Schirrhoffen · Sessenheim · Soufflenheim · Stattmatten